# Fair Warning (Fair Warning)
Fair Warning è l'omonimo primo album dei Fair Warning.

## Il disco
La pubblicazione dell'omonimo album di debutto nel 1992 (nel quale pubblicano il pezzo Out On The Run, dedicato ai loro fan), permette ai 5 di intraprendere il loro primo tour di spalla ai Giant. L'album fu pubblicato per la WEA e fu prodotto da Rafe McKenna (già produttore di Giant e Ten). I singoli estratti dall'album sono: Long Gone, When Love Fails, Take Me Up, In The Ghetto.
Considerando che in quell'epoca imperversava il grunge e la maggior parte delle band che suonavano hard rock melodico annaspavano, il loro primo disco riuscì a vendere bene, soprattutto in Giappone, dove furono votati "Newcomer of the Year" dai lettori della rivista "Burrn!".

## Tracce
1. Longing for Love
2. When Love Fails
3. The Call of the Heart
4. Crazy
5. One Step Closer
6. Hang On
7. Out on the Run
8. Long Gone
9. The Eyes of the Rock
10. Take a Look at the Future
11. The Heat of Emotion
12. Take Me Up

## Formazione
- Tommy Heart (voce)
- Andy Malecek (chitarra)
- Helge Engelke (chitarra)
- Ule Ritgen (basso)
- C.C.Behrens (batteria)
- Bernd Kluse – cori
- Andrew McDermott – cori
- Kalle Bosel – cori

## Produzione
- Rafe McKenna - Mixing
- Frank Wuttke - Engineering